# USS Tulagi (CVE-72)
USS Tulagi (CVE-72) là một tàu sân bay hộ tống lớp Casablanca được Hải quân Hoa Kỳ chế tạo trong Chiến tranh Thế giới thứ hai; tên nó được đặt theo đảo Tulagi thuộc quần đảo Solomon tại khu vực Tây Nam Thái Bình Dương, nơi diễn ra cuộc đổ bộ mở màn Chiến dịch Guadalcanal vào năm 1942. Tulagi đã hoạt động cho đến hết Thế Chiến II, xuất biên chế và rút đăng bạ năm 1946. Nó được tặng thưởng bốn Ngôi sao Chiến trận do thành tích phục vụ trong Thế Chiến II.

## Thiết kế và chế tạo
Con tàu được đặt lườn như là chiếc Fortazela Bay (ACV-72) tại Xưởng tàu Vancouver của hãng Kaiser Company, Inc. ở Vancouver, Washington vào ngày 7 tháng 6 năm 1943. Nó được xếp lại lớp thành CVE-72 vào ngày 15 tháng 7; tên được sửa lại đúng thành Fortaleza Bay vào ngày 19 tháng 10; và con tàu được đổi tên thành Tulagi vào ngày 6 tháng 11 trước khi được hạ thủy vào ngày 15 tháng 11 năm 1943; được đỡ đầu bởi bà James Duke Earner. Tulagi nhập biên chế vào ngày 21 tháng 12 năm 1943 dưới quyền chỉ huy của Hạm trưởng, Đại tá Hải quân Joseph Campbell Cronin.

## Lịch sử hoạt động
Tulagi khởi hành từ Seattle, Washington vào ngày 17 tháng 1 năm 1944 để hướng đến San Francisco, California, nơi nó làm nhiệm vụ vận chuyển tiếp liệu, máy bay và nhân sự quân đội sang quần đảo Hawaii. Nó rời Trân Châu Cảng vào ngày 29 tháng 1 vận chuyển hành khách cho chuyến quay trở về, về đến San Diego vào ngày 4 tháng 2. Trong phần lớn tháng 2, nó thực tập huấn luyện ngoài khơi trước khi khởi hành, đi ngang qua kênh đào Panama để hướng đến Hampton Roads, Virginia. Sau khi đi đến Norfolk, Virginia vào ngày 17 tháng 3, con tàu được đại tu và huấn luyện chuẩn nhận phi công tàu sân bay.
Tulagi chất lên tàu một lô hàng máy bay Lục quân Hoa Kỳ vào cuối tháng 5, và khởi hành từ New York vào ngày 28 tháng 5 trong một đoàn tàu bao gồm hai tàu sân bay khác và lực lượng hộ tống. Nó đi đến cảng nước ngoài đầu tiên là Casablanca, Maroc vào ngày 6 tháng 6, và sau khi chất dỡ hàng hóa, nó đón lên tàu hành khách, bao gồm một nhóm 35 tù binh chiến tranh để đưa trở về Hoa Kỳ.
Sau khi về đến Norfolk vào ngày 17 tháng 6, Tulagi khởi hành vào cuối tháng 6 để đi Quonset Point, Rhode Island, chất lên tàu máy bay, tiếp liệu và nhân sự, rồi rời vịnh Narragansett vào ngày 30 tháng 6 với Tư lệnh Đội đặc nhiệm 27.7, Chuẩn đô đốc Calvin T. Durgin trên tàu. Nó di chuyển về phía Đông để hướng đến Oran, Algérie, thực tập tác xạ và chiến thuật hải đội trên đường đi, viếng thăm Malta vào ngày 26 tháng 7, rồi trải qua những tuần lễ tiếp theo thực hành và tổng dợt tại các cảng Bắc Phi và Ý để chuẩn bị cho Chiến dịch Dragoon, cuộc đổ bộ tiếp theo lên miền Nam nước Pháp.
Vào ngày D, Tulagi di chuyển trong đội hình ở cách 45 nmi (83 km) ngoài khơi bãi đổ bộ, và đến 05 giờ 46 phút, nó tung ra đợt máy bay tiêm kích F6F Hellcat đầu tiên để tấn công. Trong một tuần lễ tiếp theo, máy bay của nó đã thực hiện tổng cộng 276 phi vụ trong 68 nhiệm vụ, gây tổn thất đáng kể cho đối phương. Thời tiết tốt cho phép máy bay của nó trinh sát và tấn công nhiều mục tiêu trên bờ, bao gồm các vị trí pháo và các đầu mối đường sắt. Vào ngày 21 tháng 8, ngày cuối cùng của Chiến dịch Dragoon, quân Đức bắt đầu rút lui hàng loạt, và máy bay của nó đã tấn công dọc theo con đường rút lui, phá hủy hàng loạt phương tiện tại khu vực phụ cận Remoulins cũng như bắn rơi ba máy bay ném bom Junkers Ju 52 của Đức.
Sau khi được tiếp nhiên liệu và tiếp liệu tại Oran, Tulagi lên đường quay trở về nhà vào ngày 6 tháng 9, và sau một đợt đại tu ngắn tại Norfolk, nó khởi hành để đi sang khu vực Mặt trận Thái Bình Dương, băng qua kênh đào Panama, và đi đến San Diego vào ngày 26 tháng 10. Tại đây nó đón lên tàu hai liên đội quân lực để vận chuyển sang quần đảo Hawaii và rời vùng bờ Tây vào ngày 29 tháng 10. Sau khi đi đến Trân Châu Cảng vào ngày 5 tháng 11, chiến tàu sân bay tham gia thực tập chống tàu ngầm và tác xạ, rồi đến ngày 24 tháng 11 đã lên đường cùng một đội đặc nhiệm chống tàu ngầm, đi ngang qua quần đảo Marshall và Ulithi để đi đến Saipan, nơi nó càn quét chống tàu ngầm trên các tuyến đường hàng hải. Trong suốt tháng 12, nó hoạt động chống tàu ngầm tại khu vực quần đảo Palau và quần đảo Mariana.
Vào ngày 1 tháng 1 năm 1945, Tulagi lên đường đi vịnh Lingayen tham gia cuộc tấn công đổ bộ tiếp theo lên đảo Luzon. Cùng lúc đó lực lượng Nhật Bản tại Philippines đã huy động trên 100 máy bay tự sát để tấn công lực lượng đặc nhiệm của Tulagi. Đoàn tàu băng qua eo biển Surigao và tiến vào biển Mindanao vào ngày 3 tháng 1; và trong ba ngày tiếp theo, họ liên tục chịu đựng một loạt các cuộc tấn công Kamikaze. Từ ngày 4 tháng 1, báo cáo về các cuộc không kích đối phương càng thường xuyên, và lúc xế trưa một máy bay tự sát bị bắn rơi lúc đang cố đâm vào tàu sân bay Lunga Point (CVE-94). Một lát sau, quan sát viên trên Tulagi trông thấy đám cháy đưa đến tổn thất chiếc Ommaney Bay (CVE-79), nạn nhân một máy bay Kamikaze khác. Sáng ngày 5 tháng 1, máy bay đối phương tiếp tục tấn công lực lượng khi họ di chuyển qua eo biển Mindoro để tiến vào Biển Đông; cho dù máy bay tiêm kích từ tàu sân bay đã bắn rơi hai chiếc Mitsubishi A6M "Zero", ba chiếc khác đã xuyên được hàng rào tuần tra chiến đấu trên không, hai chiếc bị hỏa lực phòng không bắn rơi nhưng chiếc thứ ba đâm trúng tàu tuần dương hạng nặng Louisville (CA-28), trong thành phần hộ tống của đoàn tàu.
Khi cuộc đổ bộ lên vịnh Lingayen bắt đầu vào ngày 9 tháng 1, Tulagi tung máy bay của nó ra cho các cuộc không kích xuống những mục tiêu trên bờ, tuần tra phòng không và bảo vệ các tàu đổ bộ. Đến ngày 12 tháng 1, nó hỗ trợ trên không cho bãi đổ bộ tại vịnh Leyte. Sang ngày hôm sau súng phòng không bên mạn trái của nó bắn rơi một máy bay tấn công cảm tử; bị hỏa lực phòng không mạnh mẽ áp chế, chiếc máy bay đối phương còn cắt qua phía đuôi tàu sang mạn phải để tìm một mục tiêu khác trước khi rơi xuống biển. Vào ngày 17 tháng 1, Không lực Lục quân nhận đảm trách mọi hoạt động hỗ trợ trên không trực tiếp cho các chiến dịch tại vịnh Lingayen, nên phi công của Tulagi chuyển các hoạt động sang khu vực bờ biển Zambales, nơi họ hỗ trợ cho lực lượng gần San Narcisco. Đến ngày 5 tháng 2, nó quay trở về Ulithi, kết thúc một giai đoạn hoạt động căng thẳng kéo dài 32 ngày liên tiếp, khi máy bay của nó chỉ không cất cánh hai ngày trong số đó.
Tulagi khởi hành từ Guam vào ngày 21 tháng 2 để tiến hành hoạt động tìm-diệt hỗ trợ cho cuộc tấn công chiếm đóng Iwo Jima, trước khi tham gia một đơn vị đặc nhiệm tại một vị trí về phía Tây Iwo Jima vào ngày 1 tháng 3. Chiếc tàu sân bay đã hoạt động hỗ trợ trên không và tuần tra chống tàu ngầm cho đến khi nó rời khu vực vào ngày 11 tháng 3 để đi Ulithi. Đến nơi vào ngày 14 tháng 3, nó chuẩn bị cho cuộc đổ bộ tiếp theo lên quần đảo Ryūkyū.
Luân phiên các nhiệm vụ hỗ trợ trực tiếp trên không và tuần tra chống tàu ngầm, Tulagi đã hoạt động liên tục ngoài khơi bờ biển Okinawa từ cuối tháng 3 đến đầu tháng 6. Vào ngày 3 tháng 4, bốn chiếc "Zero" đã tấn công đội hình của nó và đều bị bắn rơi. Sang ngày 6 tháng 4, khi Tulagi đang thả neo tại Kerama Retto để tái vũ trang, máy bay Nhật lại xuất hiện tấn công khu vực thả neo. Hỏa lực phòng không của nó đã nhắm vào một máy bay ở cách 4.000 yd (3.700 m), nhưng kẻ tấn công lượn sang một tàu đổ bộ LST bên cạnh vào phút cuối, khiến chiếc LST nổ tung với lửa bốc cao 200 ft (61 m). Ít phút sau Tulagi lại bắn rơi một chiếc máy bay thứ hai và đánh đuổi một kẻ tấn công thứ ba. Sang ngày hôm sau, chiếc tàu sân bay tiếp tục trực chiến ngoài khơi Okinawa, tung ra các phi vụ can thiệp theo yêu cầu, trinh sát hình ảnh và tuần tra. Vào ngày 13 tháng 4, sau một nhiệm vụ ném bom đặc biệt xuống sân bay đối phương tại Miyako Jima, nó bắt đầu các hoạt động chống tàu ngầm dọc các tuyến hàng hải tiếp cận Okinawa.
Tulagi quay trở về Guam vào ngày 6 tháng 6, rồi rời khu vực quần đảo Mariana vào ngày 8 tháng 6 để quay về San Diego. Nó ở lại vùng bờ Tây suốt mùa Hè để đại tu, thử máy và huấn luyện. Tin tức về việc Nhật Bản đầu hàng kết thúc xung đột đến khi nó còn ở lại San Diego, nhưng nó lại rời vùng bờ Tây vào ngày 4 tháng 9, đi ngang quần đảo Hawaii để đi Philippines. Tại Samar, nó chất lên tàu máy bay để vận chuyển trở về Hoa Kỳ, và đi đến Trân Châu Cảng vào tháng 10. Sau khi quay trở về San Diego vào tháng 1 năm 1946, nó trình diện cùng Hạm đội 19 tại Port Angeles, Washington vào ngày 2 tháng 2 để chuẩn bị ngừng hoạt động. Tulagi được cho xuất biên chế vào ngày 30 tháng 4 năm 1946; và tên nó được cho rút khỏi danh sách Đăng bạ Hải quân vào ngày 8 tháng 5 năm 1946.

## Phần thưởng
Tulagi được tặng thưởng bốn Ngôi sao Chiến trận do thành tích phục vụ trong Thế Chiến II.